# Савршћак
Савршћак је насељено место у граду Самобор, Загребачка жупанија, Хрватска.

## Историја
До територијалне реорганизације у Хрватској био је у саставу старе загребачке приградске општине Самобор.

## Становништво
У попису становништва из 2011. године, Савршћак је имао 199 становника.
| Број становника према пописима | Број становника према пописима | Број становника према пописима | Број становника према пописима | Број становника према пописима | Број становника према пописима | Број становника према пописима | Број становника према пописима | Број становника према пописима | Број становника према пописима | Број становника према пописима | Број становника према пописима | Број становника према пописима | Број становника према пописима | Број становника према пописима | Број становника према пописима |
| ------------------------------ | ------------------------------ | ------------------------------ | ------------------------------ | ------------------------------ | ------------------------------ | ------------------------------ | ------------------------------ | ------------------------------ | ------------------------------ | ------------------------------ | ------------------------------ | ------------------------------ | ------------------------------ | ------------------------------ | ------------------------------ |
| 1857                           | 1869                           | 1880                           | 1890                           | 1900                           | 1910                           | 1921                           | 1931                           | 1948                           | 1953                           | 1961                           | 1971                           | 1981                           | 1991                           | 2001                           | 2011                           |
| 43                             | 56                             | 56                             | 46                             | 78                             | 118                            | 125                            | 128                            | 183                            | 191                            | 172                            | 168                            | 190                            | 165                            | 192                            | 199                            |

Напомена: До 1948. исказивано под именом Саврашчак.